# يوم عسفان
يوم عسفان يوم من أيام العرب في الجاهلية وكان بين قبيلة هذيل وقبائل بني كعب من خزاعة وقبيلة فهم, وسمي يوم عسفان نسبه الى أرض عسفان شمال مكة حيث وقعت المعركة.

## الأحداث
وقعت المعركة في أرض عسفان حيث كان يوجد بعض فهم وخزاعة فصبحتهم هذيل وقتلوا منهم. ويقول المليح بن الحكم ذاكرا أحداثها: